# Эвакуация в СССР во время Великой Отечественной войны
Эвакуация в СССР во время Великой Отечественной войны (1941—1945) — крупномасштабное перемещение в начальный период войны с нацистской Германией из оккупационной зоны в восточные регионы страны населения, промышленных предприятий, культурных и научных учреждений, запасов продовольствия, сырья и других материальных ресурсов. Эвакуация позволила сохранить основную экономическую базу и промышленный потенциал страны и стала одним из факторов, обеспечивших победу в войне.
Около 0,5 млн человек вывезли в эвакуацию из осаждённого Ленинграда весной 1942 г. в Казахстан — Алма-Ату и в Узбекистан — в Ташкент и Самарканд; из осаждённой Москвы зимой 1941—1942 гг. — в Куйбышев, а также в Сибирь и на Южный Урал были эвакуированы около 2,5 тыс. промышленных предприятий, министерств и ведомств, культурных заведений.
Вторая половина 1941 года стала самой тяжёлой для экономики страны. Было утрачено большое количество посевных площадей, на сельхозработы в колхозы отправляли горожан. Индустриально развитая часть страны также была утрачена. На восток увозилось сырьё, скот. К концу года вывезли около 15 млн чел. С начала войны ввели карточную систему. В глубоком тылу создавали учебные заведения, госпитали. Эвакуированные в 1942 г. предприятия работали на полную мощность. Оборонный комплекс в первый год войны вырос в 2,5 — 3 раза. ТЭК (Топливно-энергетический комплекс) также не отставал. До войны в Грозном (Чечня) и в Майкопе (Адыгея) добывалось 45 % нефти. Именно захват месторождений нефти и был основной целью Гитлера. В июне 1942 года утверждённый план Блау — взлом левого крыла советско-германского фронта на юге — позволил укрепить линию фронта перед грядущим Сталинградским сражением. Вводились заградотряды — подразделения, имеющие право стрелять по своим в случае оставления боевых позиций. 28 июля 1942 года И. В. Сталин подписал знаменитый приказ № 227 «Ни шагу назад!» После выигранного первого раунда перелома — Сталинградской битвы — инициатива полностью начала переходить к РККА, а после выигранной Курской битвы инициатива окончательно перешла на сторону советских войск.
1941 и 1942 годы стали для мужского населения страны серьёзным испытанием. Женщины заменили мужчин на заводах. Жёстко контролировалась трудовая дисциплина.
По своим масштабам и эффективности эта работа не имеет аналогов в мировой истории: за первые 4 месяца войны (22 июня — 15 октября 1941 г.) из-под удара агрессора были выведены 8 млн человек, 2,5 тысячи промышленных предприятий, 1,5 тысячи колхозов и совхозов.
Известный английский публицист Александр Верт, корреспондент «Би-би-си» и газеты «The Sunday Times», всю войну живший в СССР, написал: «Повесть о том, как целые предприятия и миллионы людей были вывезены на восток, как эти предприятия были в кратчайший срок и в неслыханно трудных условиях восстановлены и как им удалось в огромной степени увеличить производство в течение 1942 года — это прежде всего повесть о невероятной человеческой стойкости». Он особо подчёркивал, что «великолепнейший организаторский подвиг» был совершён в советском государстве в самый разгар германского вторжения, когда «огромной важности промышленные районы европейской части» страны оказались захвачены врагом.

## Задачи и масштабы
На территории, которая попала под удар германского наступления, до войны проживало 40 % населения и было сосредоточено 33 % промышленного потенциала страны, в том числе оборонных предприятий. Общее количество промышленных предприятий составляло 31850, из них 37 заводов чёрной металлургии, 749 заводов тяжёлого и среднего машиностроения, 169 заводов сельскохозяйственного, химического, деревообрабатывающего и бумагоделательного машиностроения, 1135 шахт, свыше 3 тыс. нефтяных скважин, 61 крупная электростанция, сотни текстильных, пищевых и других предприятий.
При подготовке плана эвакуации был учтён опыт Первой Мировой войны, когда Россия в 1915 гг. вывезла заводы Варшавского и Прибалтийского промышленных узлов в тыл, однако так и не запустив их на новых местах на полную мощность. Советское руководство сознавало, что эвакуация предприятий — комплексная задача: для её решения требовалось не только создать заранее готовые площадки для разворачиваемых на Урале и в Сибири предприятий, предусмотреть резервы электрической мощности, построить помещения заводского и бытового характера, но и предусмотреть бытовое обеспечение, питание прибывающего на новые места персонала предприятий, обучение детей в школах.
Помимо промышленности, планом эвакуации был предусмотрен вывоз культурных ценностей. Так, коллекция Государственного Эрмитажа должна была уехать в Молотов и Свердловск, где перед войной побывали сотрудники музея, чтобы осмотреть предназначенные для хранения здания. В 1939 году Эрмитажу в Ленинграде было отведено отдельное здание, где начали заготавливать ящики и упаковочный материал, которые к началу Великой Отечественной войны были наготове.

## Организация эвакуации
В СССР официально не существовало плана эвакуации производительных сил на случай войны. Однако, согласно некоторым источникам[каким?], начиная с 1927 года — после разрыва дипломатических отношений с Великобританией — в СССР Советом труда и обороны (СТО) разрабатывались оборонительные планы, включавшие эвакуационные мероприятия, призванные не допустить повторение событий Гражданской войны, когда нахождение населения в зоне ведения боевых действий затрудняло передвижение войск, способствовало распространению эпидемий и деморализации военнослужащих. Таким образом, в основе этих планов лежал опыт, полученный во время недавних событий.
Есть сведения о том, что вывоз некоторого количества промышленного оборудования и квалифицированных рабочих в восточные регионы СССР имел место ещё до начала войны. В частности, военный атташе американского посольства сообщал об отправке из Москвы на восток значительного количества станков и персонала в конце 1940 года и начале 1941 года. По мнению некоторых исследователей, быстрый рост промышленного производства в начале 1942 года может объясняться именно тем, что эвакуация промышленности началась ещё в 1940 году.
Незадолго до нападения Германии на СССР в 1941 году некоторые высокопоставленные советские чиновники поднимали вопрос подготовки к эвакуации, что не нашло одобрения высшего руководства страны. Известен случай, когда на докладной об эвакуации из Москвы в случае начала войны 1,4 млн.человек, поданной в апреле 1941 года, И. В. Сталин написал: «Т-щу Пронину. Ваше предложение о „частичной“ эвакуации населения Москвы в „военное время“ считаю несвоевременным. Комиссию по эвакуации прошу ликвидировать, а разговоры об эвакуации прекратить. Кому нужно будет и если нужно будет подготовить эвакуацию — ЦК и СНК уведомят Вас».
Работой по эвакуации руководил Совет по эвакуации при СНК СССР, созданный по указанию И. В. Сталина на третий день войны (фактически — Алексей Косыгин).
Эвакуация была проведена в два этапа: в 1941 году — из Белоруссии, Украины, Прибалтики, г. Москвы и г. Ленинграда; в 1942 году — из южных районов европейской части СССР. Объём эвакуации был настолько велик, что в июле 1941 года для её проведения была использована почти половина всего вагонного парка СССР.

## Первый этап эвакуации
Поскольку любая война является борьбой за экономические ресурсы, а Германия к моменту нападения на СССР накопила большой опыт обращения этих ресурсов на своё благо, 29 июня 1941 г. Совнарком СССР и ЦК ВКП(б) выпустили Директиву с призывом к населению при вынужденном отступлении РККА «угонять подвижной железнодорожный состав, не оставлять врагу ни одного паровоза, ни одного вагона, не оставлять противнику ни килограмма хлеба, ни литра горючего». Таким образом предлагалось максимально спасать от врага всё, что можно эвакуировать, а ценное имущество и продовольственные запасы, которые невозможно отправить в тыл, уничтожить и разрушить.

### Заводы
Уже 23 июня на железных дорогах СССР для скорейшего продвижения воинских эшелонов и грузов был введён особый воинский график — литер А, с максимальным использованием пропускной способности линий. Однако на деле для того, чтобы пропустить больше эшелонов, движением управляли вручную сигнальщики вдоль железной дороги («живая блокировка), и поезда шли буквально с дистанцией в 700—800 метров один от другого. Изменились графики работы паровозных бригад: если в мирное время они работали на определённом плече, то в военное время к составу прикреплялся турный вагон для локомотивной бригады, и она вела поезд до места назначения, уезжая за тысячи километров от своего депо и месяцами не возвращаясь домой. Это позволило произвести невиданную в истории гигантскую работу: отправить 30 тысяч поездов и 1.5 млн вагонов.
Согласно сводкам Народного комиссариата путей сообщения, только в июле-ноябре 1941 г. на восток эвакуировались 2593 предприятия, из них 1 350 предприятий — в первые три месяца. В их числе было 1523 крупных завода.
Наибольшее количество предприятий было эвакуировано из Украинской ССР (550 предприятий), из Москвы и Московской области (498 предприятий), из Белорусской ССР (109 предприятий), Ленинграда (92 предприятия).

### Люди
С предприятиями были перевезены 18 млн рабочих, служащих и членов их семей. Всего за войну число эвакуированных составило около 25 млн человек.
По данным Центрального статистического управления СССР, из учтённого по спискам на 15 сентября 1941 года населения, подлежащего эвакуации (кроме детей из эвакуированных детских учреждений), доля русских составляла 52,9 %, евреев — 24,8 %.
В своём большинстве местные жители хорошо относились к прибывшим беженцам. В частности, в Узбекской ССР, где появилось движение за усыновление эвакуированных детей-сирот, было размещено 200 тыс. детей и подростков, оставшихся без родителей. Широкую известность получил кузнец из Ташкента Шаахмед Шамахмудов и его жена Бахри, усыновившие и воспитавшие 15 сирот.
По мнению некоторых западных историков, под понятие эвакуации также подпадает депортация некоторых народов СССР во время Великой Отечественной войны, которые воспринимались советским правительством как потенциальный людской ресурс для пополнения армии противника.

### Направления эвакуации
Из 1 523 крупных предприятий, вывезенных в глубокий тыл, были перебазированы: на Урал — 667, в Западную Сибирь — 244, в Восточную Сибирь — 78, в Среднюю Азию и Казахстан — 308, в Поволжье — 226. Были эвакуированы все танковые, авиационные заводы, заводы боеприпасов и вооружения, 150 машиностроительных заводов, 94 — металлургических, 40 заводов электротехнической промышленности.

## Второй этап эвакуации
Во время второго периода эвакуации на восток вывезли 150 крупных предприятий, в том числе оборудование нефтепромыслов Майкопа и Грозного и запасы нефти. Вместе с промышленными объектами было эвакуировано до 30-40 % рабочих, инженеров и техников.

### Органы власти
Фактически второй, резервной столицей государства стал Куйбышев.
15 октября, уже в день подписания постановления, туда были эвакуированы Госплан СССР, часть аппарата ЦК ВКП(б), СНК СССР, ЦК ВЛКСМ и некоторые отделы Наркомата обороны. 28 октября Наркомат обороны переехал полностью.
В Сызрань эвакуировали Наркомлегпром, Наркомэлектростанций и Торгбанк СССР.
В Куйбышев перевели персонал 13 посольств и шести дипломатических миссий. В их число вошли посольства Афганистана, Великобритании, Ирана, Китая, Польши, США, Тувы, Турции и Японии. Позднее уже на месте были созданы ещё несколько дипломатических представительств.
Ставка Верховного главнокомандования на протяжении всей войны оставалась в Москве.

## Вывоз культурных ценностей
Эвакуация музеев с западных территорий СССР началась в первый же день войны, причём нередко музейные работники действовали по собственной инициативе, определяя к эвакуации наиболее ценные предметы коллекций, разыскивая транспорт и получая разрешения на эвакуацию. Это стало для многих работников культуры личным подвигом.
Так, благодаря директору Севастопольской картинной галереи Михаилу Крошицкому без приказа на эвакуацию были организованы отбор и упаковка самых ценных экземпляров коллекции. Ящики с живописными полотнами и графикой, скульптурами и произведениями декоративно-прикладного искусства, старинными книгами и журналами из музейной библиотеки перевезли на Графскую пристань, где погрузили на корабль и через несколько дней вывезли в Батуми. 13 месяцев находился в пути вывезенный из Севастополя груз, под надзором единственного человека — директора галереи, пока наконец не прибыл в Томск. Там было найдено место для хранения экспонатов в здании областного краеведческого музея, где они и хранились до возвращения в Крым.
Эвакуированы были также театры. Так, Большой театр 14 октября 1941 года был эвакуирован в Куйбышев.  Его спектакли проходили на сцене Куйбышевского дворца культуры - вначале в концертном формате, затем с полными декорациями, также вывезенными из Москвы.

### Библиотеки
Планом эвакуации была предусмотрена переправка фонда редких книг Государственной публичной исторической библиотеки. Около 40 тысяч единиц хранения на баржах отправили по Москве-реке, Оке и Волге до города Хвалынска Саратовской области, а спустя два месяца — ещё дальше на восток, в Казахстан, город Кустанай.
Во второй партии предназначенных к эвакуации книг были издания XV—XIX веков. Их поместили в 630 ящиков и отправили по железной дороге на Урал, в Шадринск. Там их разгрузили в заброшенной Воскресенской церкви при городском кладбище, три сотрудницы библиотеки вместе с детьми поселились в находящейся рядом церковной сторожке. В неотапливаемой церкви с выбитыми окнами они поочерёдно охраняли ценный фонд библиотеки от разорения до осени 1944 года.
По распоряжению Президиума Академии наук в июле 1941 года началась эвакуация из Ленинграда историко-архивных коллекций рукописного отдела и музейных собраний Пушкинского дома. 6 июля в составе эшелона Артиллерийского музея в Новосибирск были отправлены три с половиной тысячи книг, упакованные в 48 ящиков: самые ценные рукописи, мемориальные вещи писателей, портреты, выполненные Репиным, Тропининым, Крамским. Личную библиотеку Пушкина отправили в Свердловск.

### Эрмитаж
Упаковка коллекции Эрмитажа началась 23 июня 1941 года. Эвакуации подлежало более миллиона экспонатов, в первую очередь холстов и графики, которые могли пострадать от неблагоприятных условий хранения. В этой работе сотрудникам музея помогали добровольцы, солдаты и курсанты ленинградских военных училищ. В ночь на 1 июля первый состав с эрмитажными коллекциями отправился из Ленинграда, его сопровождали 17 сотрудников во главе с хранителем картинной галереи Владимиром Левинсоном-Лессингом. Только он знал, что эшелон проследует в Свердловск. В эшелоне было 22 вагона с 500 тысячами экспонатов, бронированным вагоном для ценностей, два вагона для охраны и сотрудников музея с семьями, платформы с зенитными орудиями и пулемётами. Эшелон прибыл на станцию назначения и был выгружен в Свердловской картинной галерее на ул. Вайнера, 11, — этот адрес на время войны стал временным для Эрмитажа. Дополнительно сотрудникам Эрмитажа предоставили помещения в Польском костёле и Ипатьевском доме, где были обустроены рабочие места для сотрудников — благо, в доме есть печное отопление.
Тем временем в Ленинграде упаковка коллекции продолжается, рабочий день сотрудников начинается в 9 утра и заканчивается в 21:30. 20 июля ушёл второй эшелон, с которым также уехали 16 сотрудников Эрмитажа, 700 тысяч экспонатов в 1422 ящиках, загруженные в 23 вагона.
Третий эшелон отправить не успели, кольцо блокады замкнулось.
При эвакуации Эрмитажа можно говорить только об одной серьёзной потере: картина ван Дейка „Святой Себастьян“ не была обнаружена после возвращения экспозиции в 1945 году, её судьба осталась неизвестной. Из предметов, оставшихся в Ленинграде, из-за бомбёжек пострадал фарфор, пострадало императорское собрание экипажей в каретном сарае, некоторые экспонаты пострадали от плесени.

### Пригородные дворцы Ленинграда
Эвакуация коллекций пригородных дворцов Ленинграда целиком была невозможна, приходилось выбирать лишь самые ценные предметы и образцы для последующего восстановления. Планом предусматривалась эвакуация только 12 предметов из коллекции Александровского дворца, в которой было 72.554 вещи. Его хранитель А. М. Кучумов в течение недели организовал упаковку 800 предметов, включая люстры, ковры, фарфор, мебель и произведения из мрамора.
30 июня предназначенные для эвакуации ценности дворца были погружены в эшелон, ответственным сопровождающим которого был назначен А. М. Кучумов. Пунктом его назначения был Горький, где 31 июля 1941 года Анатолий Михайлович был назначен ответственным хранителем всех музейных ценностей, эвакуированных из пригородных дворцов Ленинграда, о чём ему было выдано 1 августа удостоверение Управления культуры Ленгорсовета № 58. Затем из-за угрозы бомбёжек ценности были переправлены дальше на восток, в Новосибирск, в новое здание только что построенного театра.

### Русский музей
Коллекцию Русского музея начали готовить к эвакуации в первые дни войны. Чтобы снять со стен такие монументальные полотна, как «Последний день Помпеи» Брюллова, «Медный змий» Бруни, требовались усилия нескольких десятков людей. А работ таких в музее было более 60. Холсты размером 20, 40, 60 кв м следовало осторожно накатать без единой морщинки, без малейшего повреждения красочного слоя на специальные катушки из фанеры на деревянном каркасе. Безукоризненно гладкая поверхность валов до намотки картин обтягивалась искусственной замшей. Чтобы валы не касались пола, они с торцов заканчивались деревянными колёсами. Валы для картин были заготовлены ещё в мирное время, но некоторые пришлось изготавливать уже после начала войны. Они достигали длины до 10 метров, а диаметр каждого колебался от 60 до 120 сантиметров.
На огромные катушки наматывалось по нескольку картин, между которыми прокладывали плотную бумагу. Кромки холстов по мере накатки сшивали между собой. Если на красочном слое обнаруживались места, угрожающие осыпями, их закрепляли и заклеивали тонкой папиросной бумагой осетровым клеем. Затем валы с картинами, тщательно запеленутые сверху чистыми холстами, вкатывали в ящики. Таким образом было подготовлено к эвакуации только 7,5 тысячи живописных работ. Для руководства эвакуацией из Москвы прибыл заместитель председателя Комитета по делам искусств СНК СССР Алексей Георгиевич Глина.
Все принятые меры себя оправдали. Свидетельство тому — полная сохранность картин, находившихся долгое время на валах в условиях эвакуации, а также и тех, которые хранились в блокадном Ленинграде.

### Музеи московского Кремля
23 июня 1941 года по распоряжению коменданта Московского Кремля Николая Спиридонова сотрудники музея начали демонтировать экспозицию Оружейной палаты. Первоначально коллекцию планировали укрыть во внутренних кремлёвских помещениях — соборах, башнях, подвалах. Однако уже 30 июня Спиридонов выдал предписание директору музея Н. Н. Захарову отбыть с основными ценностями на Урал.
В 10 часов вечера того же дня три пульмановских вагона с экспонатами отбыли с Северного (Ярославского) вокзала Москвы. Груз сопровождали А. В. Баянов, Е. А. Ефимов, Н. В. Гордеев, О. С. Владимирова, охрану вагонов осуществляли красноармейцы. В ночь на 5 июля вагоны благополучно прибыли в Свердловск.
Через три дня В. С. Валуев доставил на Урал вторую группу экспонатов, а 10 июля А. А. Старухина (Гончарова) прибыла в Свердловск с последней партией экспонатов.

## В массовой культуре
- Художественный фильм «Большая земля»/«Уральский фронт» (1944)
- Художественный фильм «Не забудь… станция Луговая» (1966)
- Художественный фильм «Простые люди» (1945)
- Художественный фильм «Мы с Урала» (1943)
- Телеверсия спектакля «Эшелон» (1988)
- Телесериал «Вечный зов», 10-я серия — «Тревожные дни и ночи» (1979)
- Художественный фильм «Ты не сирота», Узбекфильм (1962)
- Художественный фильм «Ленинградцы, дети мои» (1980)
- Документальный фильм «Эшелон милосердия» (2005)
- Документальный фильм «Моё детство — эвакуация» (2015)
- Документальный фильм «На восток» из цикла «Великая Отечественная» (СССР, США, 1978).
- Документальный фильм «Эвакуация» из ист. цикла «Обратный отсчёт» (недоступная ссылка) (Беларусь-ТВ, 2010).
- Документальный фильм «Эшелоны идут на восток Архивная копия от 14 июля 2015 на Wayback Machine» 1 и 2 серии — режиссёр Андрей Дутов (кинокомпания «Совинфильм», 2014).
- Документальный фильм «Война машин» (Россия, 2010).
- В 2016 году общественные активисты предложили учредить в России День благодарности за подвиг эвакуации в годы Великой Отечественной войны и отмечать его ежегодно 9 сентября.[31]
- Художественный фильм «Особо важное задание» (1980)